# Acantholena dysaethria
Acantholena dysaethria is een vlinder uit de familie van de sikkelmotten (Oecophoridae). De wetenschappelijke naam van de soort in 1938 als Eulechria dysaethria gepubliceerd door Turner.